# Горькая Балка (река)
Горькая Балка — река в Ставропольском крае России. Длина — 183 км, площадь водосборного бассейна — 3500 км². Впадает в озеро Белое, воды которого уходят в Сухокумский канал.

## Течение
Берёт начало на юге края из родников в лесостепи Георгиевского района, течёт с юго-запада на северо-восток. Здесь у реки находят приют фазаны, волки, шакалы, лисы, ондатры и дикие кабаны. По сухим степным районам Ставрополья зарастает густыми зарослями тростника и камыша.
Единственный приток — Сухая Горькая.

## История
В 1950-е река привлекла внимание мелиораторов из соседней Республики Дагестан. Был создан проект «Ногайский водный тракт». Планировалось продлить русло Горькой Балки, чтобы засушливые территории севера Дагестана получали дополнительное количество воды для искусственного орошения. К строительству канала приступили не сразу. Лишь в начале 90-х он пересёк границу Ставрополья с Дагестаном. Проект не имел успеха: имеющаяся выше по течению вода из полустоячей речки с большой скоростью начала спадать вниз. Русло обмелело, погибла вся рыба на участке в 30 км. Чтобы спасти реку, была в срочном порядке построена подпорная дамба.